# Monika Galkowska
Monika Galkowska (née Bociek), est une joueuse de volley-ball polonaise née le 6 avril 1996. Elle mesure 1,87 m et joue au poste d'attaquante. Elle totalise 4 sélections en équipe de Pologne. Son frère Grzegorz Bociek est également joueur de volley-ball.

## Clubs
| Club                     | De        | À         |
| ------------------------ | --------- | --------- |
| UKS Fuks Sulejów         |           | 2011-2012 |
| MUKS ABiS SP 64 Łódź     | 2012-2013 | 2012-2013 |
| Sparta Varsovie          | 2013-2014 | 2013-2014 |
| LTS Legionovia Legionowo | 2014-2015 | 2016-2017 |
| MKS Muszyna              | 2017-2018 | 2017-2018 |
| ŁKS Łódź                 | 2018-2019 | 2019-2020 |
| MKS Kalisz               | 2020-2021 | …         |

## Palmarès
- Championnat de Pologne
  - Vainqueur : 2019.
- Supercoupe de Pologne
  - Finaliste : 2019.